# 170th Street (linea IND Concourse)
170th Street è una fermata della metropolitana di New York situata sulla linea IND Concourse. Nel 2019 è stata utilizzata da 2 130 461 passeggeri. È servita dalla linea D sempre tranne nell'ora di punta del mattino in direzione Manhattan e nell'ora di punta del pomeriggio in direzione Bronx, e dalla linea B durante le ore di punta.

## Storia
La stazione di 170th Street fu costruita come parte della prima tratta della linea IND Concourse (da 205th Street a 145th Street), entrata in servizio il 1º luglio 1933.

## Strutture e impianti

### Architettura
Nel piano binari entrambe le pareti delle piattaforme laterali possiedono una linea spessa di colore arancione con un contorno di colore nero. Proprio al di sotto di questa linea sono presenti delle targhette nere con scritto in bianco 170.
Sempre sul piano binari troviamo delle colonne gialle, disposte ad intervalli regolari, e su di esse, in modo alternato, si trovano delle targhette nere con scritto in bianco il nome della stazione.

### Configurazione
La stazione ha due banchine laterali e tre binari, i due esterni per i treni locali e quello centrale per i treni espressi.

## Interscambi
La stazione è servita da alcune autolinee gestite da MTA Bus e NYCT Bus.
- Fermata autobus